# フランシスコ・デ・ケベード
フランシスコ・ゴメス・デ・ケベード・イ・サンティバーニェス・ビジェーガス（Francisco Gómez de Quevedo y Santibáñez Villegas, 1580年9月14日 - 1645年9月8日）は、スペイン文化の黄金時代を代表する作家、詩人。スペイン文学史上最大の存在感を持つ人物の一人である。

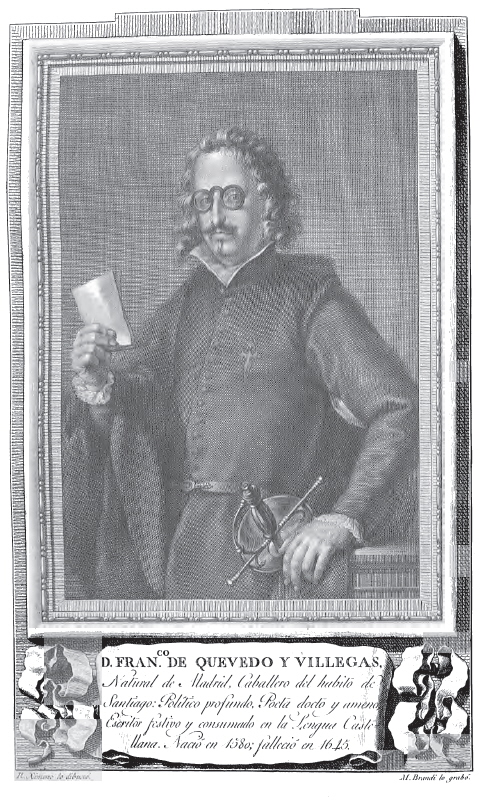
Quevedo (Retratos de Españoles Ilustres, 1791)

## 来歴
カスティーリャのラ・トーレ・デ・フアン・アバドの町に所領を持つ郷士の家に生まれる。生誕地はマドリード。20代半ばで詩人として頭角を現し、愛についての詩から強烈な風刺詩まで様々なテーマの詩を発表し続けて注目を集める（ただし単著が出版されたのは死後のことである）。
スペイン・バロック文芸の有力な潮流の一つであるコンセプティスモ（直接的な表現、切れの良いリズムを高く評価する運動）の雄として知られ、その正反対の潮流であるカルテラニスモの文人たちとは厳しく対立した。特にカルテラニスモの首領たるルイス・デ・ゴンゴラとの対立は激しいものだったと言われており、ケベードが最も主要な脇役の一人として登場するアルトゥーロ・ペレス＝レベルテの小説「アラトリステ」でも、ゴンゴラの悪口を並べるケベードというシーンは数多く描かれている。
ケベードは貴族たちとの交流も厚く、中でも第3代オスーナ公爵ペドロ・テジェス＝ヒロンとの交友は特筆される。オスーナ公爵はナポリ副王まで務めた人物であるが、その在任中はヴェネツィアへの敵対政策を採り、ケベードを特使としてヴェネツィア共和国に派遣するなどして重用した。
またフェリペ4世の寵臣であったオリバーレス伯爵ガスパール・デ・グスマンを批判する詩をフェリペ4世のナプキンに書き込むという過激な行動も知られた。

## 日本語訳
- 『大悪党　ブスコンの生涯』、桑名一博訳、集英社〈世界文学全集6　悪漢小説集〉、1979年、別版1975年
- 「ぺてん師 ドン・パブロスの生涯」、竹村文彦訳、国書刊行会『スペイン中世・黄金世紀文学選集6　ピカレスク小説名作選』、1997年（「ラサリーリョ・デ・トルメスの生涯」〔作者不詳、牛島信明訳〕と共に収録）
- 短編『「結婚太郎」と「青春花子」の縁組』、『尻の眼の幸運と不運』、東谷穎人編訳
「笑いの騎士団　スペイン・ユーモア文学傑作選」より、白水社〈白水Uブックス〉、1996年
- 短編「地獄の夢」 吉田彩子訳 - 『澁澤龍彦文学館2　バロックの箱』、筑摩書房、1991年。桑名一博編・解説